# リーグニッツの戦い (1760年)
リーグニッツの戦い（リーグニッツのたたかい、ドイツ語: Schlacht bei Liegnitz）は七年戦争中の戦闘であり、1760年8月15日、フリードリヒ大王率いるプロイセン軍が、エルンスト・ギデオン・フォン・ラウドン率いるオーストリア（ハプスブルク帝国）軍を破った。
両軍はシュレージエン地方の都市リーグニッツの周辺で衝突した。早朝にラウドン率いるオーストリア騎兵はプロイセン軍陣地を攻撃したが、これをツィーテン率いるハサーの反撃を受けて後退を強いられる。続いて両軍は砲撃合戦を始めるが、これはプロイセン軍の榴弾がオーストリア軍の弾薬庫に命中し、勝敗が決する。仕方なくオーストリア軍は歩兵戦列を前進させるが、プロイセン軍の激しい砲撃によって阻まれてしまった。アンハルト=ベルンブルク公率いるプロイセン軍歩兵連隊が反攻に出ると、オーストリア軍は退却に追い込まれた。
退却するオーストリア軍は止まないプロイセン軍の砲撃に悩まされることになる。ダウンはラウドンの敗北を知ったにもかかわらず、自身が率いる無傷の軍勢を加勢させることを拒んだ。これは後に両者の対立を生む原因となった。

## 余話
終盤のアンハルト＝ベルンブルク公の第3連隊の突撃は命令によるものではなかった。
この連隊は3週間前の戦闘において潰走し、結果としてフリードリヒ大王の逆鱗に触れた。フリードリヒ大王が罰として彼らから帽子のレースと副武装の短剣を剥奪したため、彼らはこの不名誉を返上すべく必死になったわけである。
戦闘の終了後、フリードリヒ大王は第3連隊の将兵たちの前で「全ては許され、全ては忘れられた。ただ今日のことを除いて」と宣言し、彼らの装備を無償で復活させた。